# Municipio de Hunlock
El municipio de Hunlock  (en inglés: Hunlock Township) es un municipio ubicado en el condado de Luzerne en el estado estadounidense de Pensilvania. En el año 2000 tenía una población de 2.568 habitantes y una densidad poblacional de 46.6 personas por km².

## Geografía
El municipio de Hunlock se encuentra ubicado en las coordenadas 41°14′00″N 76°07′59″O / 41.23333, -76.13306.

## Demografía
Según la Oficina del Censo en 2000 los ingresos medios por hogar en la localidad eran de $38,309 y los ingresos medios por familia eran $41,071. Los hombres tenían unos ingresos medios de $28,641 frente a los $23,611 para las mujeres. La renta per cápita para la localidad era de $15,541. Alrededor del 8,2% de la población estaban por debajo del umbral de pobreza.